# 貝里克 (緬因州)
貝里克（英語：Berwick）是一個位於美國緬因州約克縣的鎮。

## 人口
根據2020年美國人口普查的數據，貝里克的面積為98.06平方千米，當中陸地面積為97.18平方千米，而水域面積為0.88平方千米。當地共有人口7950人，而人口密度為每平方千米81人。